# Moldtelecom
Moldtelecom este operatorul național de telecomunicații și totodată cea mai mare companie de telecomunicații din Republica Moldova.
La 1 aprilie 1993, în urma restructurării sectorului de telecomunicații din Republica Moldova, a fost înființată Întreprinderea de Stat „Moldtelecom”. La 5 ianuarie 1999, întreprinderea a fost reorganizată în societate pe acțiuni, statul fiind fondator și unic acționar.
De-a lungul activității sale, Moldtelecom a parcurs o perioadă de perfecționare și evoluție continuă, de la un monopol de stat la o companie deschisă pentru colaborare, de la tradiționala telefonie fixă, până la cele mai avansate servicii. Astfel, Moldtelecom este unica companie care oferă populației întreaga gamă de servicii de telecomunicații: telefonie fixă, telefonie mobilă, Internet, transport de date și televiziune digitală.
În prezent, compania deține poziția de lider pe piața serviciilor de telefonie fixă (96,5%) și pe cea a serviciilor de acces la Internet în bandă largă (70,3%). De asemenea, după volumul vânzărilor, primul loc pe acest segment de piață îi revine tot companiei Moldtelecom, cu o cotă de piață de circa 57% .
Performanțele companiei sunt reflecția investițiilor de circa 700–800 milioane lei alocate anual, în implementarea de tehnologii și servicii noi, precum și îmbunătățirea continuă a relației cu abonații săi. Abonații justifică efortul și așteptările companiei, înregistrând, în 2011, cifra record de 1,124 milioane de abonați. Numărul abonaților este într-o continuă creștere, atingând o densitate de 33% la 100 de locuitori.

## Realizări istorice

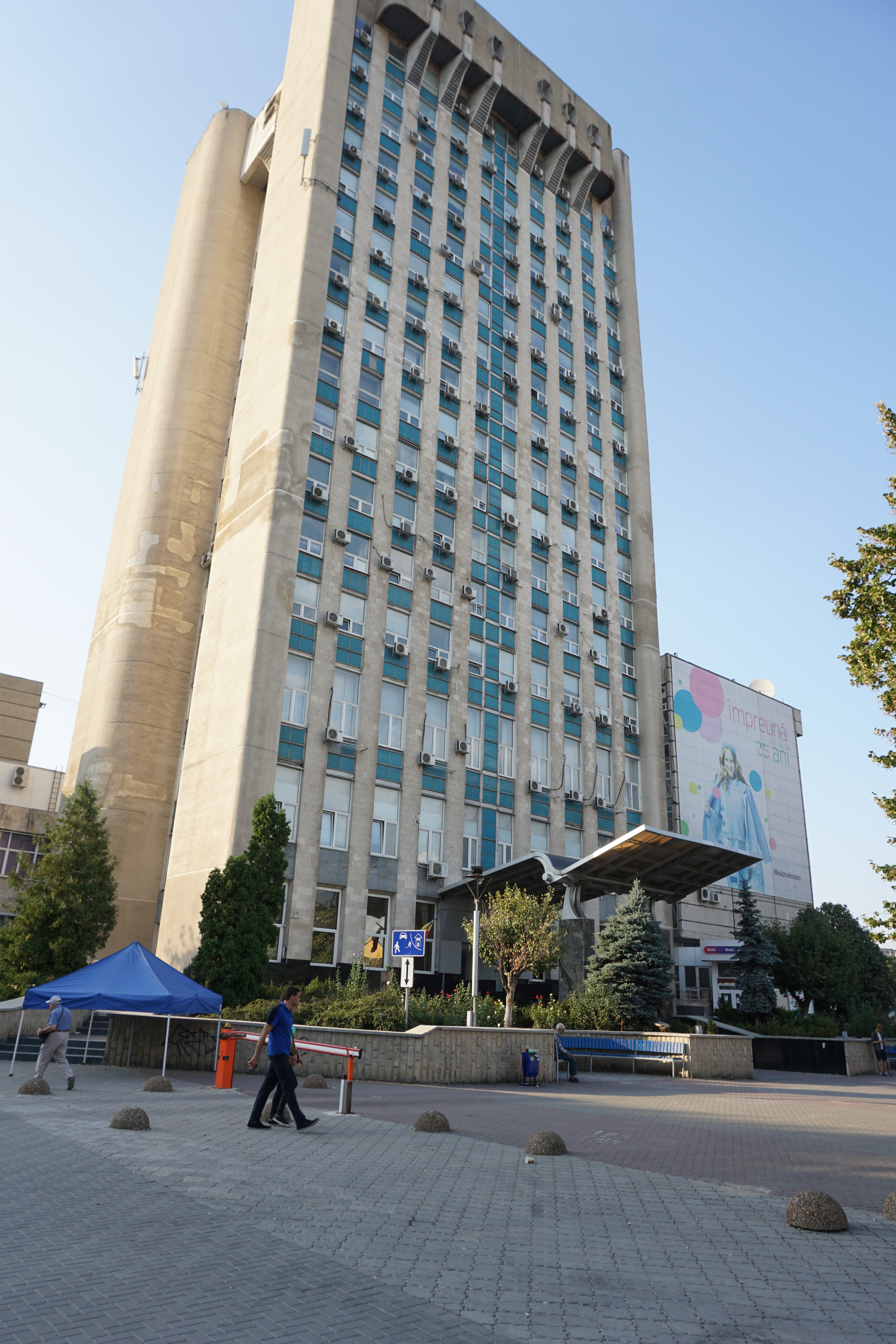
Sediul central al Moldtelecom din Chișinău

- 1 aprilie 1993 – a fost înființată Întreprinderea de Stat Moldtelecom.
- 5 ianuarie 1999 – întreprinderea a fost restructurată în societate pe acțiuni, Statul fiind fondator unic și acționar.
- 2001 – a fost lansat primul serviciu de Internet din Republica Moldova, prin tehnologia dial-up. Au fost lansate serviciile „VIPcall”, „IP-telefonie”, „Videotelefonie” și „Videoconferință Publică”. A fost dată în exploatare rețeaua națională de transmisiuni digitale pe support de fibră optică și echipament de multiplexare SDH.
- 2002 – a fost extinsă rețeaua suprapusă digitală Cross-Net ce a permis majorarea posibilității de transport date cu 1850 canale echivalente de 64 Kb/s. Au fost schimbate prefixele naționale de telefonie de la 8 la 0 și internaționale de la 10 la 0, conform standardelor internaționale.
- 2003 – a fost implementată prima etapă a Planului Național de Numerotare.
- 1 noiembrie 2004 – a fost lansat serviciul de Internet în bandă largă „MaxDSL”, prin tehnologia ADSL.
- septembrie 2005 - are loc conectarea a tuturor instituțiilor preuniversitare din Republica Moldova la rețeaua globală Internet, în cadrul programului guvernamental SALT.
- decembrie 2005 - a fost inaugurată rețeaua CDMA 2000 1X și a fost lansat serviciul „Amplus”.
- 2006 – a fost finalizată construcția rețelei în standardul CDMA 2000, în banda de frecvență 450 MHz, destinată prestării serviciilor de telefonie fixă fără fir și serviciilor de telefonie mobilă. Tot în 2006, Moldtelecom implementează rețeaua magistrală în baza tehnologiei DWDM, care asigură suportul necesar oricărui tip de trafic pe întreg teritoriul Republicii Moldova și rețeaua suprapusă IP/MPLS, care servește drept bază pentru dezvoltarea rețelelor de generație nouă NGN.
- 1 martie 2007 – a fost lansat serviciul de telefonie mobilă sub marca Unité, în standardul CDMA2000.
- 16 aprilie 2008 – a fost lansat serviciul de Internet MaxFiber, prin tehnologia FTTx.

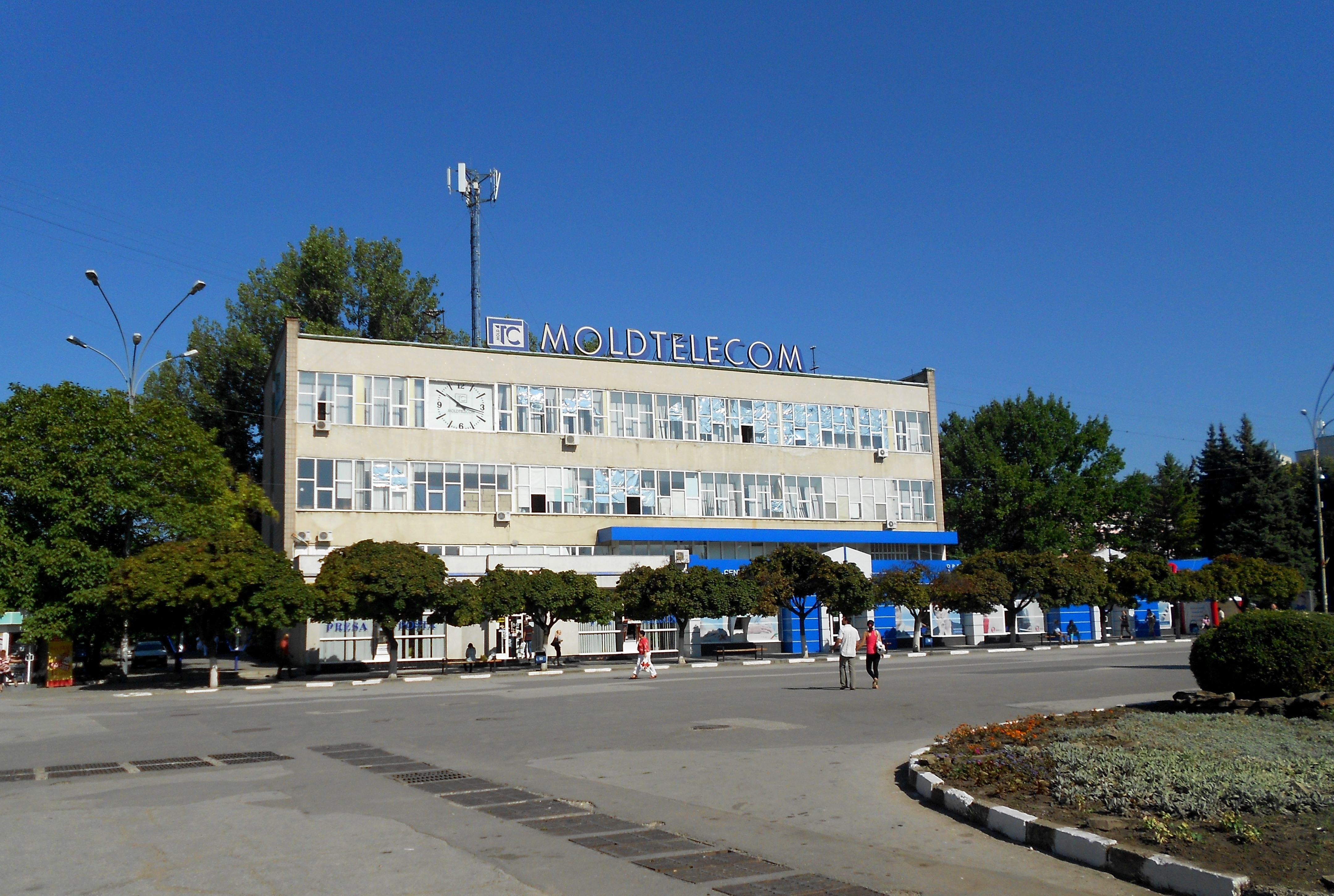
Sediul Moldtelecom Bălți

- 2008 – companiei Moldtelecom i-a fost acordată licența pentru utilizarea frecvențelor și canalelor radio în scopul furnizării rețelelor și serviciilor de comunicații electronice mobile celulare de generația a treia 3G.
- 2009 – se depășește cifra de 100.000 de abonați al serviciului de Internet MaxDSL și MaxFiber.
- 22 februarie 2010 – a fost lansat serviciul de televiziune digitală IPTV, cu acoperire națională.
- 17 mai 2010 – a fost lansat serviciul public de acces la internet WiFi.
- 1 aprilie 2010 – a fost lansat serviciul de telefonie mobilă 3G.
- 7 decembrie 2010 – a fost lansată televiziunea digitală în format de înaltă definiție HD, premieră absolută pe piața televiziunii Republicii Moldova.
- 15 iunie 2011 – au fost lansate serviciile interactive la televiziunea digitală IPTV, revoluționând astfel piața de televiziune din Republica Moldova.
- 24 iulie 2017 - a fost lansată prima aplicație mobilă "Contul Meu" pentru terminale cu sistem de operare Android și iOS pentru gestionarea conturilor Unite, Internet și/sau IPTV.
- 2018 - a fost lansată super oferta la Cartela Prepay - navigare gratuită pe rețele sociale.
- 2018 - a fost lansat serviciul Moldtelecom CloudCamera blocuri locative, care îți oferă posibilitatea de a monitoriza constant evenimentele ce se întâmplă în lipsa ta, în curtea blocului tău, în parcare, pe terenul de joacă și oriunde te interesează, în regim online sau prin înregistrări video oricând îți dorești, direct de pe dispozitivele tale mobile.
- 2018 - a fost lansat serviciul Moldtelecom Smart TV pe Android. Acum privești emisiunile preferate, știri, seriale, filme și orice dorești pe televizorul tău Smart Android.
- 2019 - lansarea unui laborator al tehnologiilor viitorului - 5G.
- 2020 - au fost donați 500 000 lei din partea angajaților Moldtelecom pentru medici și 50 GB pentru profesori, din partea companiei pentru a susține lupta împotriva infecției cu Coronavirus (COVID-19).

- 2020 - a fost lansat „Cerere online”, o funcționalitate nouă pentru o experiență digitalizată în gestionarea conturilor.
- 2020 - a început extinderea rețelei de fibră optică pe întreg teritoriul țării până în anul 2023, pentru a oferi acces la Internet cu viteză de până la 1 Gbps abonaților din orice colț al țării.
- 2020 - a fost finalizat cu succes ambele etape din planul de extindere a rețelei LTE Advanced. Toate centrele raionale din țară și alte 53 de localități dispun de acoperire 4G+.
- 2021 - înlocuirea facturii pe suport de hârtie cu cea electronică, pentru abonații de Internet Fix, Telefonie Mobilă și Telefonie Fixă.
- 2021 - lansarea unui centru înalt securizat - Data City Moldtelecom, care oferă afacerii tale un spațiu pentru găzduirea echipamentelor IT.

## Servicii de telecomunicații

### Telefonie Fixă
Serviciul de bază al companiei Moldtelecom este telefonia fixă. Cota de piață a serviciului de telefonie fixă era de 96,5% în primul trimestru al anului 2011 cu 1.124.000 abonați.
În anul 2007 a fost lansat serviciul de telefonie fixă fără fir (Wireless Local Loop - WLL) cu denumirea comercială „Amplus”. Serviciul se bazează pe tehnologia CDMA și utilizează standardul CDMA2000 1X în banda de frecvență 450 MHz. Avantajul acestei tehnologii constă în faptul că permite utilizarea serviciilor telefonice chiar și în regiunile unde conectarea la rețeaua de telefonie tradițională este dificilă sau chiar imposibilă. Telefonia Amplus prestează servicii similare telefoniei tradiționale: primirea și efectuarea apelurilor, accesarea rețelei Internet și multe alte servicii suplimentare.
Serviciul telegraf permite expedierea telegramelor prin intermediul telefonului, iar destinatarul va primi mesajul sub forma de telegramă. Video Telefonia permite comunicarea prin apel video între două sau mai multe persoane situate atât pe teritoriul Republicii Moldova (național), cât și peste hotarele ei (internațional).

### Internet
După numărul de abonați, în primul trimestrul din 2011, cota de piață a companiei Moldtelecom după numărul de abonați era de 70,9%. După cifra de afaceri, cota de piață a Moldtelecom era de 76,2%.   
În 2008 a început extinderea rețele de fibră optică FTTx și a fost lansat serviciul de acces la internet în bandă largă „MaxFiber”. Acest serviciu oferă conexiuni simetrice cu viteze de până la 100 Mbps descărcare și încărcare, atât pentru resursele locale MD-IX, cât și cele externe. Inițial serviciul era disponibil în Chișinău, însă treptat a fost extins și în centrele raionale și localitățile mari.
„MaxDSL” este serviciul de internet oferit prin intermediul tehnologiei ADSL. Acesta oferă conexiune la viteze de până la 20 Mbps descărcare și încărcareServiciul MaxDSL este disponibil în majoritatea localităților din Republica Moldova. În primul trimestru din 2011 au fost înregistrati 169.900 abonați MaxDSL .

### Telefonia mobilă Unité
În luna martie 2007, Moldtelecom a devenit  al treilea operator de servicii de telecomunicații mobile din Republica Moldova, prin lansarea serviciului Unité. Acesta utilizează în exclusivitate pe piață tehnologia CDMA2000 în banda de frecvențe de 450 MHz și permite transmiterea de voce și date, folosind inovații tehnologice de ultimă generație. La finele anului 2008, Unité a asigurat accesul la Internet mobil întregii țări, oferind libertatea de comunicare, dezvoltare a afacerilor și relațiilor personale, indiferent de timpul și locul aflării. Din 21 mai 2010 Unité trece la o nouă etapă de dezvoltare a comunicațiilor mobile în întreaga țară și devine operatorul cu cea mai mare rețea de generația a treia din Republica Moldova care lucrează în standard UMTS (3G).
În 2015 a fost lansat serviciul 4G+ prin standardul LTE, ce permite accesarea serviciilor de internet mobil cu viteză de până la 175 Mbps.

### Televiziune digitală interactivă IPTV
La 22 februarie 2010, Moldtelecom a lansat primul serviciu de televiziune digitală interactivă IPTV din Republica Moldova. Noul serviciu IPTV (Internet Protocol TV sau televiziunea IP) presupune transmiterea semnalului TV în calitate digitală prin protocoalele IP de Internet, direct pe ecranul televizorului. Această nouă experiență în domeniul audio-vizualului este transmisă printr-o conexiune de bandă largă direct către televizoarele clienților, prin intermediul unui Mediabox (Set-Top-Box). Abonatul IPTV poate avea acces la o paletă de servicii de video, voce și date împreună cu mecanisme elaborate de interactivitate - atât pentru canale TV sau servicii video la cerere.
La 7 decembrie 2010 a fost lansat în premieră serviciul de televiziune cu rezoluție înaltă HD. La 15 iunie 2011 au fost lansate serviciile interactive „Pauză”, „Reluare” și „Înregistrare”, care oferă abonaților libertatea de alegerea și control asupra conținutului televizat. Aceasta a însemnat o nouă etapă în dezvoltarea pieței televiziunii Republicii Moldova.